# ギボンズチズガメ
ギボンズチズガメ（Graptemys gibbonsi）は、爬虫綱カメ目ヌマガメ科チズガメ属に分類されるカメ。

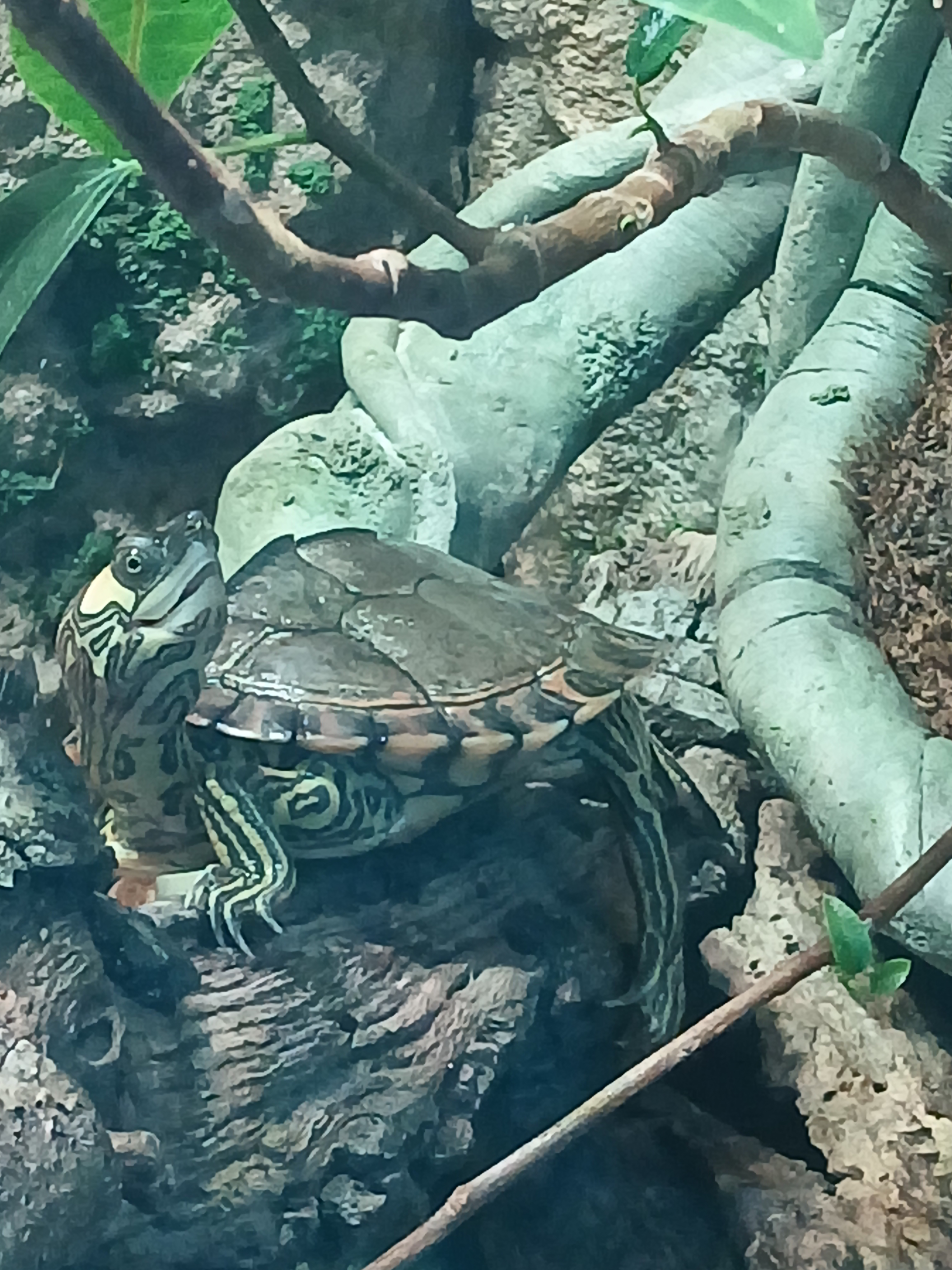
サンディエゴ動物園

## 分布
アメリカ合衆国（ミシシッピ州、ルイジアナ州東部）固有種

## 形態
最大甲長30cm。オスよりもメスの方が大型になる。甲高はやや高い。第2、3椎間板の棘状の突起（キール）も発達する。肋甲板には明瞭な黄色い網目模様が入るが、成長につれ不鮮明になる。また縁甲板には黄色い太い筋状の模様がアルファベットの「L」や「U」字状に入る。
頭部や四肢は暗緑色で、眼の間にある斑紋と眼の後部にある黄色い斑紋は繋がらないか、僅かに繋がる。頭部は大型で、特に自然下では貝類を主食とするメスは貝類を噛み砕くために頭部が巨大化する。

## 生態
近年にアラバマチズガメから分割されたため、本種の詳しい生態は分かっていないことが多い。
食性は動物食の強い雑食で、魚類、昆虫類、甲殻類、貝類を食べる。近縁の頭部が巨大化する種と同じく成体のメスでは貝類が主食になると思われる。
繁殖形態は卵生。

## 人間との関係
開発による生息地の破壊や、ペット用の乱獲等により生息数が減少している。
ペットとして飼育されることもあり、日本にも輸入されていた。アラバマチズガメの名で以前は大量に流通していたが、近年は流通量は少なくなった。2006年にチズガメ属がワシントン条約附属書IIIに掲載されアメリカ合衆国からの輸出が制限されたため、流通量はさらに激減した。